# Станіслав Дзівіш
Його Еміненція кардинал Станіслав Ян Дзівіш (пол. Stanisław Jan Dziwisz; нар. 27 квітня 1939, Раба-Вижна, Новоторзький повіт, Малопольське воєводство) — римсько-католицький релігійний діяч, багатолітній особистий секретар Папи Івана Павла ІІ (як у Кракові, коли останній був архієпископом, так і в Римі).

## Життєпис
Протягом багатьох років не обіймав ніякої формальної посади у ватиканських структурах, проте формував графік папи Івана Павла II, супроводжував його в численних закордонних поїздках і, як вважають, врятував йому життя під час замаху в 1981 році. Папа часто називав свого помічника «Стасем» і «незамінним».
Нині — кардинал із титулом церкви Санта Марія дель Пополо і куріальний сановник, архієпископ Кракова (призначений Бенедиктом XVI 3 червня 2005).
Автор книги про життя й роботу Івана Павла II. 